# Сражение при Ресаке
Сражение при Ресаке (англ. The Battle of Resaca) — одно из сражений Атлантской кампании американской гражданской войны. Произошло 13—15 мая 1864 года на территории округов Гордон и Уинфилд. Сражение завершилось вничью, но армия Конфедерации вынуждена была отступить. В сражении принимал участие полковник Бенджамен Харрисон, будущий президент США.

## Предыстория
В начале мая федеральная армия под командованием генерала Шермана вступила в Джорджию. Генерал Конфедерации Джонстон занял позиции на хребте Роки-Фейс и запросил у правительства подкреплений. На помощь Джонстону был послан корпус генерала Полка. Одна из бригад Полка, под командованием Джеймса Кенти, шла на соединение с армией Джонстона и 7 мая 1864 вошла в городок Ресака, названный так в честь битвы при Ресака-де-ла-Пальма. В тот же день разведка донесла Джонстону, что крупные силы противника двигаются к Ресаке, чтобы перерезать коммуникации Теннессийской армии, поэтому Джонстон воспользовался телеграфом и послал Кенти приказ закрепиться в Ресаке. У Кенти было два дня на возведение укреплений.
Между тем Шерман действительно планировал нападение на коммуникации противника и направил корпус Джеймса Макферсона, который должен был выйти в тылы Теннесийской армии и занять Ресаку.

### 9 мая
Утром 9-го мая XV корпус Макферсона и две ветеранские дивизии XVI корпуса вышли из ущелья реки Снейк-Крик. Здесь они столкнулись с кавалерией полковника Уоррена Григсби, который после перестрелки отступил к Ресаке. Там он соединился с 37-м миссиссипским полком из бригады Кенти и занял укрепления на холме. Гренвилл Додж (командир федерального XVI-го корпуса) бросил в атаку бригаду и один полк, и сумел захватить этот холм. Наступая дальше, они перешли Кэмп-Крик и наткнулись на вторую линию укреплений, которую занимала вся бригада Кенти только что подошедшая бригада Дениеля Рейнольдса. Южане успели установить на позиции две батареи 12-фунтовых «Наполеонов».
Войска Макферсона примерно в пять раз превосходили противника, который в тот день ещё не успел возвести серьёзных укреплений. До железной дороги — основной цели наступления — оставалось около мили. Но Макферсон проявил избыточную осторожность и к вечеру отступил к ущелью Снек-Крик и занял там оборонительную позицию. Позже он объяснил своё отступление так:
Я решил отступить и к ночи занять позицию между Сахарной Долиной и входом в ущелье по следующим причинам: Первая. Между этой точкой и Ресакой было с полдюжины хороших дорог, по которым противник мог бы выйти нам во фланг. Вторая. У людей Доджа закончилась провизия, а некоторые полки ничего не ели с самого утра. Его обоз находился между нами и Вилланов, так что теперь они могли добраться до нас, но не до Ресаки; кроме того, я не хотел, чтобы этот обоз перекрыл все дороги. Местность здесь лесистая и дороги очень узкие. Кроме людей Филлипса, у меня не было никакой кавалерии, чтобы обезопасить свои фланги.
Шерман был разочарован действиями Макферсона. «У него было 23 000 лучших солдат армии, — писал он потом в мемуарах, — он мог бы с легкостью занять Ресаку и выдержать атаку всей армии Джонстона, тем более, зная, что Томас и Скофилд уже рядом. Такая возможность не выпадает дважды в жизни, и вот в этот самый момент Макферсон стал излишне осторожен.»

### 10-12 мая
В тот же день Джонстон послал Джона Худа лично изучить ситуацию под Ресакой. 10 мая Худ сообщил, что прямой опасности нет, так что Джонстон задержал дивизии Уолкера и Хиндмана, которые уже начали перемещаться к Ресаке. В тот же день в Ресаку прибыла ещё одна бригада из корпуса Полка — под командованием Томаса Скотта.
11 мая Джонстон передвинул поближе к Ресаке ещё одну дивизию — генерала Читема. В тот же день в Ресаку прибыл генерал Леонидас Полк и работы по укреплению позиций продолжились. Макферсон все ещё стоял у ущелья.
12 мая у Ресаки собралась вся дивизия Лоринга. Вечером Джексон начал снимать войска с позиций на Роки-Фейс и перебрасывать их под Ресаку. Федералы к тому времени полностью пополнили свои боеприпасы, а главное — к Макферсону подошла кавалерийская дивизия Джадсона Килпатика. Теперь Макферсон был готов к наступлению.

## Сражение

### 13 мая
13 мая Шерман понял, что Макферсон не справился с заданием и не смог прорваться в тыл Джонстона у Ресаки. Тогда он оставил у Далтона корпус Ховарда, дивизии Маккука и Стоунмана, а остальную армию утром 13-го мая направил под Ресаку. Два корпуса Камберлендской армии подошли и встали левее Макферсона, а корпус Скофилда встал ещё левее. Шерман снова приказал Макферсону взять Ресаку и тот двинул свои дивизии на восток. Однако, выйдя к реке Кэмп-Крик, Макферсон убедился, что положение изменилось после 9-го мая. Теперь на берегу реки окопался весь корпус Леонидаса Полка, который возвел сильные укрепления и зачистил от леса все пространство перед своими позициями. Во время наступления Макферсона получил серьёзное ранение и выбыл из строя кавалерийский командир Килпатрик.

### 14 мая

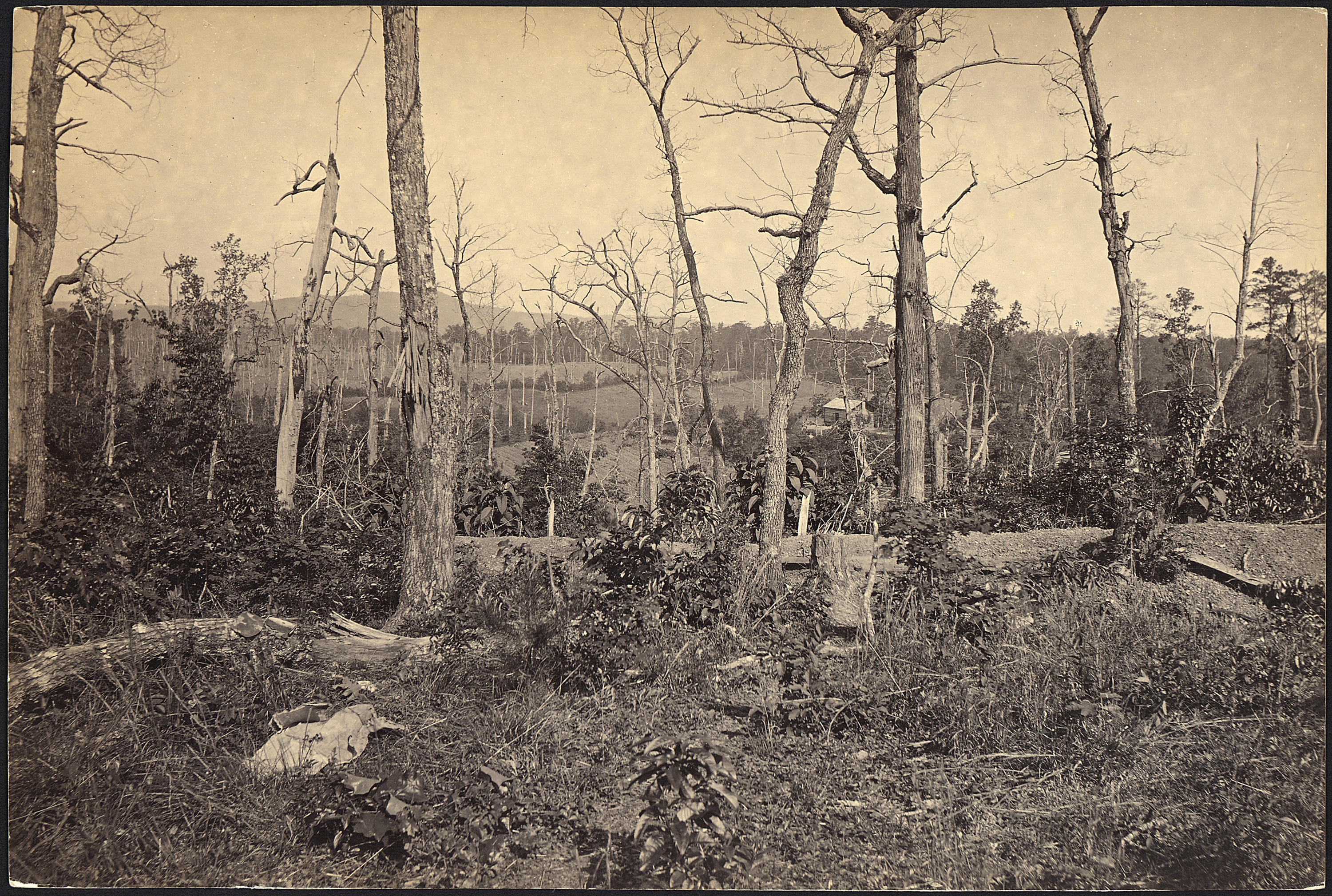
Фотография поля боя

Теннессийская армия встретила утро 14 мая на хорошо укрепленных позициях. Левый фланг занимал корпус Полка, центр — корпус Харди, а левый фланг, загнутый углом к реке Коннасога, занимал корпус Худа. Худ прибыл на позиции последним и не успел достаточно хорошо окопаться. Около 6 часов утра начались перестрелки по всему фронту, а в 13:00 Шерман приказал атаковать силами корпуса генерала Скофилда. Дивизии Джекоба Кокса и Генри Джуда должны были атаковать угловой выступ позиций противника. Атаку должен был поддержать справа XIV корпус Палмера. Дивизиям пришлось наступать по сложной местности, что привело к расстройству в их рядах и путанице в командовании.
Атака Джуда и Палмера была отбита дивизиями Уильяма Бейта и Патрика Клейберна. Дивизия Кокса так же атаковала позиции Бейта, так что Бейту пришлось выдержать две атаки подряд. Но сломить сопротивление южан не удалось. Дивизия Кокса потеряла 562 человека убитыми, ранеными и пленными. Дивизия Джуда потеряла 700 человек. В целом федеральная армия потеряла почти 1300 человек за два часа.
Ход сражения навел Джонстона на мысль о контратаке. Он приказал Худу обойти левый фланг противника и выйти в тыл корпусу Ховарда, который днем прибыл на позиции и встал на левом фланге федеральной армии. В 17:00 дивизии Картера Стивенсона и Александра Стюарта двинулись вперед, не встречая сопротивления. Однако пересеченная местность помешала и южанам: дивизия Стивенсона удачно вышла во фланг противника, в то время как дивизия Стюарта застряла в зарослях и не смогла своевременно поддержать Стивенсона. Однако атака застала врасплох дивизию Стенли, которая начала в панике отступать. Весь фланг федеральной армии оказался под угрозой разгрома, но в этот момент начали подходить части XX корпуса генерала Хукера. С наступлением темноты южане прекратили наступление.
Между тем сражение разгорелось и на южном участке поля боя. Здесь корпус Полка весь день перестреливался с корпусом Макферсона. В 17:30 Макферсон приказал корпусу начать общую атаку, чтобы не дать противнику возможности перебрасывать силы на помощь наступающим дивизиям Худа. Бригады Вудса и Смита перешли Кэмп-Крик, захватили холмы на восточном берегу реки и смогли удержать их до наступления ночи. Полк пробовал отбить высоты, но безуспешно. Теперь артиллерия северян могла достать железнодорожный мост около Ресаки, тем самым угрожая основной коммуникации армии Джонстона.
В итоге в центре атака федеральной армии провалилась, на северном участке южане нанесли серьёзный удар по флангу противника, но на южном участке положение армии Джонстона стало угрожающим.

### 15 мая

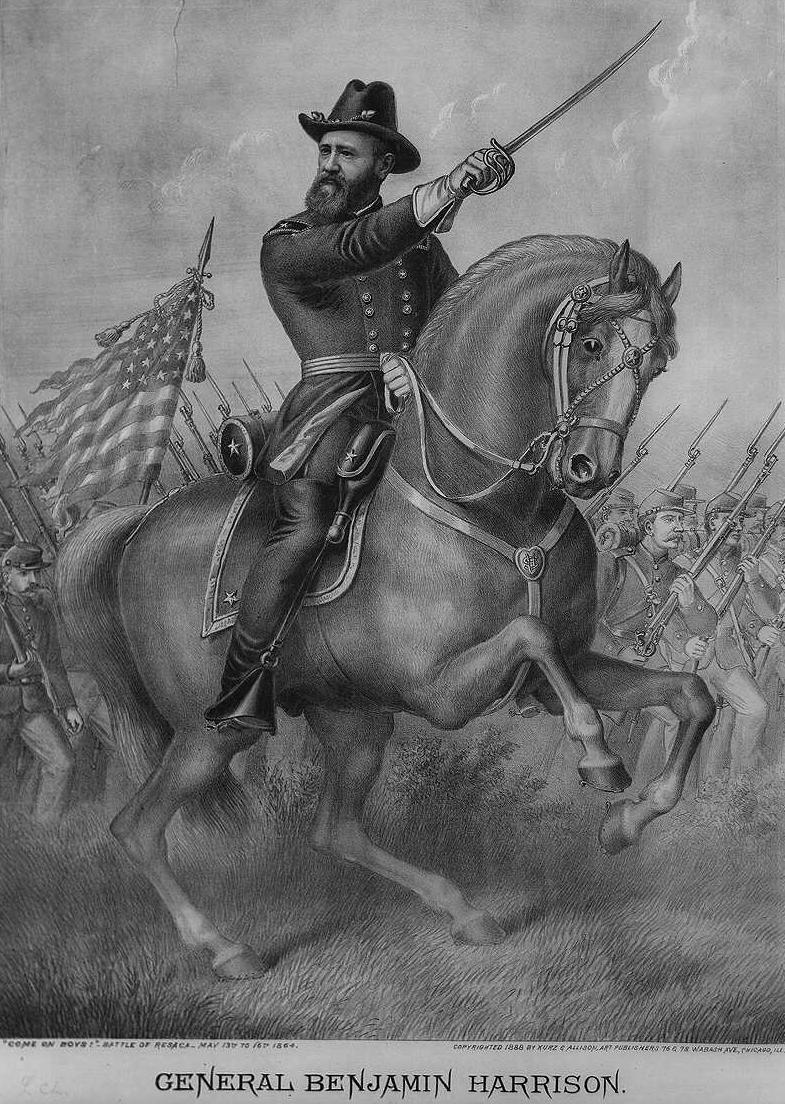
Бенджамен Харрисон в сражении при Ресаке

15 мая бои шли в основном на северной стороне поля боя. Джонстон велел Худу продолжать наступление и передал ему ещё две бригады — одну из корпуса Харди и вторую из корпуса Полка. Они ещё не успели подойти, когда Шерман велел наступать Ховарду и Хукеру. Ховард начал наступать примерно в 13:00. Его люди бросились на многострадальную дивизию Хиндмана, позиция которой была хорошо изучена федералами в предыдущий день. Бригада Уильяма Хейзена ворвалась на позиции южан, но попала под мощный мушкетный залп, под которым полегло 120 человек за полминуты, и бригада Хейзена откатилась назад. Ховард перегруппировал свои силы и стал готовить вторую атаку, и на этот раз левее его позиций наконец изготовился к атаке корпус Хукера. Атака людей Хукера пришлась по бригаде Стивенсона. Северяне провели две атаки, и обе неудачно. В одну из атак был брошен 70-й индианский полк, который повел в бой его командир Бенджамен Харрисон, будущий президент США. Атаки завершились примерно в 15:00, корпус Хукера потерял в этих атаках 1200 человек, из них 156 — из полка Харрисона.
Выдержав этот удар, Теннессийская армия снова перешла в наступление: Джонстон велел Худу повторить атаку. Стивенсон не смог участвовать в ней, но дивизия Стюарта двинулась вперед в 16:00.
Стюарт двинулся вперёд так же, как и в предыдущий день, — бригада Генри Клейтона шла слева при поддержке бригады Ренделла Гибсона, а бригада Стоуэлла шла справа, при поддержке бригады Альфеуса Бейкера. Бригада Джорджа Меней из дивизии Читема и 11-й теннессийский кавалерийский полк полковника Дэниеля Холмана прикрывали правый фланг Стоуэла. Миссиссиппская батарея капитана Томаса Стэнфорда действовала позади центра дивизии Стюарта. Уже когда атака началась, Джонстон получил ещё одно донесение от генерала Уолкера, который сообщал, что Свини снова перешёл Устанаулу поэтому — так как Свини мог захватить мост у Ресаки — Джонстон отозвал атакующих и начал готовиться к отступлению. Люди Стюарта понесли тяжёлые потери во время отступления — в том числе погиб капитан Томас Стэнфорд, который был убит, когда командовал миссисипской артиллерийской батареей.
Стюарт потерял примерно 1000 человек убитыми, ранеными и пленными, и ещё 100 человек потеряла дивизия Стивенсона. Потери федеральной армии составили примерно 400 человек.

## Последствия
Оказавшись под угрозой обхода левого фланга, Джонстон был вынужден отступать. Утром 16 мая Теннессийская армия отошла за реку Устанаула и подожгла железнодорожный мост. Федеральная армия довольно быстро сумела восстановить мост и начать преследование Джонстона, что привело к сражению при Эдейрсвилле 17 мая. Под Ресакой Джонстон потерял 2600 человек убитыми и ранеными. Шерман потерял 4 000 или 5 000.
Неудачные атаки под Ресакой произвели впечатление на Шермана, который ещё пять недель избегал повторять их. Только в сражении у горы Кеннесо он снова бросил своих солдат во фронтальную атаку, которая тоже оказалась безрезультатной.
Сражение при Ресаке хронологически совпало со сражением при Спотсильвейни (10 — 13 мая) и во много его напоминало: в обоих случаях федеральная армия неудачно пыталась выйти в тыл противника, в обоих случаях северяне атаковали выступ оборонительных линий южан и оба сражения окончились вничью. И если при Ресаке во многом был виноват генерал Макферсон, то при Спотсильвейни в роли Макферсона выступал генерал Уоррен.